# Ribeirão Humaitá
O ribeirão Humaitá é um curso de água brasileiro que banha o estado do Paraná.